# Jay Pharoah
Jay Pharoah, nome artístico de Jared Antonio Farrow (Chesapeake, 14 de outubro de 1987), é um ator norte-americano, mais conhecido por fazer parte do elenco do Saturday Night Live.